# Capacità (matematica)
Una capacità, detta anche probabilità non additiva, è una funzione di insieme {\displaystyle \nu } definita su un'algebra {\displaystyle {\mathfrak {A}}} di sottoinsiemi di un insieme {\displaystyle X} che gode delle seguenti proprietà:
- L'insieme vuoto ha misura nulla:

{\displaystyle \nu (\varnothing )=0} .
- Monotonia: Se E1 ed E2 appartengono ad {\displaystyle {\mathfrak {A}}}

{\displaystyle E_{1}\subseteq E_{2}~\Longrightarrow ~\nu (E_{1})\leq \nu (E_{2})}
Infine deve soddisfare la seguente proprietà:
{\displaystyle \nu (X)=1} .
A differenza della misura di probabilità non è richiesta l'additività.

## Proprietà di una capacità
Poiché non è richiesta l'additività, la seguente proprietà
{\displaystyle \nu (A\cap B)+\nu (A\cup B)=\nu (A)+\nu (B)}
per {\displaystyle A,B\in {\mathfrak {A}}}, generalmente non è soddisfatta in senso stretto. Infatti si dice che una capacità è concava se
{\displaystyle \nu (A\cap B)+\nu (A\cup B)\leq \nu (A)+\nu (B)}
o che è convessa se
{\displaystyle \nu (A\cap B)+\nu (A\cup B)\geq \nu (A)+\nu (B)}

## Ambiti di applicazione
Le capacità sono usate nell'integrale di Choquet e nella teoria delle decisioni dove costituiscono la base del modello di Schmeidler.